# National Hockey League 2009-2010
La stagione 2009-2010 è stata la 92ª edizione della National Hockey League, la 93a considerando la stagione del lockout e la 100a considerando anche l'antenata National Hockey Association.
La stagione regolare iniziò il 1º ottobre 2009, inclusi quattro incontri disputatisi in Europa il 2 e il 3 ottobre, per poi finire l'11 aprile 2010, mentre i playoff di Stanley Cup terminarono il 24 maggio 2010. Il 1º gennaio si disputò la terza edizione dell'NHL Winter Classic fra Boston Bruins e Philadelphia Flyers. Fra il 15 e il 28 febbraio vi fu un'interruzione per permettere ai giocatori di prendere parte al Torneo di hockey su ghiaccio alle Olimpiadi invernali di Vancouver. A causa dei Giochi olimpici non fu disputato l'All-Star Game.
La finale di Stanley Cup finì il 9 giugno con la vittoria dei Chicago Blackhawks contro i Philadelphia Flyers per 4-2.

## Squadre partecipanti
- Anaheim Ducks
- Atlanta Thrashers
- Boston Bruins
- Buffalo Sabres
- Calgary Flames
- Carolina Hurricanes
- Chicago Blackhawks
- Colorado Avalanche
- Columbus Blue Jackets
- Dallas Stars
- Detroit Red Wings
- Edmonton Oilers
- Florida Panthers
- Los Angeles Kings
- Minnesota Wild

- Montreal Canadiens
- Nashville Predators
- New Jersey Devils
- New York Islanders
- New York Rangers
- Ottawa Senators
- Philadelphia Flyers
- Phoenix Coyotes
- Pittsburgh Penguins
- San Jose Sharks
- St. Louis Blues
- Tampa Bay Lightning
- Toronto Maple Leafs
- Vancouver Canucks
- Washington Capitals

## Pre-season

### NHL Entry Draft
L'Entry Draft si tenne fra il 26 ed il 27 giugno 2009 presso il Centre Bell di Montréal, in Québec. I New York Islanders nominarono come prima scelta assoluta il giocatore canadese John Tavares. Altri giocatori rilevanti all'esordio in NHL furono Matt Duchene, Victor Hedman, Evander Kane e Brayden Schenn.

### Victoria Cup
La Victoria Cup si svolse il 29 settembre 2009 a Zurigo, in Svizzera, pochi giorni prima che cominciasse la stagione regolare, e ha visto contendersi il successo finale i ZSC Lions e la squadra dei Chicago Blackhawks. La Victoria Cup è stata vinta dalla squadra svizzera dei ZSC Lions per 2-1.

## Stagione regolare

### Classifiche
= Qualificata per i playoff,       = Primo posto nella Conference,       = Vincitore del Presidents' Trophy, ( ) = Posizione nella Conference

#### Eastern Conference
Northeast Division
|    |                          | PG | V  | S  | OTS | GF  | GS  | PT  |
| -- | ------------------------ | -- | -- | -- | --- | --- | --- | --- |
| 1. | Buffalo Sabres (3)       | 82 | 45 | 27 | 10  | 235 | 207 | 100 |
| 2. | Ottawa Senators (5)      | 82 | 44 | 32 | 6   | 225 | 238 | 94  |
| 3. | Boston Bruins (6)        | 82 | 39 | 30 | 13  | 206 | 200 | 91  |
| 4. | Montreal Canadiens (8)   | 82 | 39 | 33 | 10  | 217 | 223 | 88  |
| 5. | Toronto Maple Leafs (15) | 82 | 30 | 38 | 14  | 214 | 263 | 74  |

Atlantic Division
|    |                         | PG | V  | S  | OTS | GF  | GS  | PT  |
| -- | ----------------------- | -- | -- | -- | --- | --- | --- | --- |
| 1. | New Jersey Devils (2)   | 82 | 48 | 27 | 7   | 222 | 191 | 103 |
| 2. | Pittsburgh Penguins (4) | 82 | 47 | 28 | 7   | 257 | 237 | 101 |
| 3. | Philadelphia Flyers (7) | 82 | 41 | 35 | 6   | 236 | 225 | 88  |
| 4. | New York Rangers (9)    | 82 | 38 | 33 | 11  | 222 | 218 | 87  |
| 5. | New York Islanders (13) | 82 | 34 | 37 | 11  | 222 | 264 | 79  |

Southeast Division
|    |                          | PG | V  | S  | OTS | GF  | GS  | PT  |
| -- | ------------------------ | -- | -- | -- | --- | --- | --- | --- |
| 1. | Washington Capitals (1)  | 82 | 54 | 15 | 13  | 318 | 233 | 121 |
| 2. | Atlanta Thrashers (10)   | 82 | 35 | 34 | 13  | 234 | 256 | 83  |
| 3. | Carolina Hurricanes (11) | 82 | 35 | 37 | 10  | 230 | 256 | 80  |
| 4. | Tampa Bay Lightning (12) | 82 | 34 | 36 | 12  | 217 | 260 | 80  |
| 5. | Florida Panthers (14)    | 82 | 32 | 37 | 13  | 208 | 244 | 77  |

#### Western Conference
Northwest Division
|    |                        | PG | V  | S  | OTS | GF  | GS  | PT  |
| -- | ---------------------- | -- | -- | -- | --- | --- | --- | --- |
| 1. | Vancouver Canucks (3)  | 82 | 49 | 28 | 5   | 272 | 222 | 103 |
| 2. | Colorado Avalanche (8) | 82 | 43 | 30 | 9   | 244 | 233 | 95  |
| 3. | Calgary Flames (10)    | 82 | 40 | 32 | 10  | 204 | 210 | 90  |
| 4. | Minnesota Wild (13)    | 82 | 38 | 36 | 8   | 219 | 246 | 84  |
| 5. | Edmonton Oilers (15)   | 82 | 27 | 47 | 8   | 214 | 284 | 62  |

Central Division
|    |                            | PG | V  | S  | OTS | GF  | GS  | PT  |
| -- | -------------------------- | -- | -- | -- | --- | --- | --- | --- |
| 1. | Chicago Blackhawks (2)     | 82 | 52 | 22 | 8   | 271 | 209 | 112 |
| 2. | Detroit Red Wings (5)      | 82 | 44 | 24 | 14  | 229 | 216 | 102 |
| 3. | Nashville Predators (7)    | 82 | 47 | 29 | 6   | 225 | 225 | 100 |
| 4. | St. Louis Blues (9)        | 82 | 40 | 32 | 10  | 225 | 223 | 90  |
| 5. | Columbus Blue Jackets (14) | 82 | 32 | 35 | 15  | 216 | 259 | 79  |

Pacific Division
|    |                       | PG | V  | S  | OTS | GF  | GS  | PT  |
| -- | --------------------- | -- | -- | -- | --- | --- | --- | --- |
| 1. | San Jose Sharks (1)   | 82 | 51 | 20 | 11  | 264 | 215 | 113 |
| 2. | Phoenix Coyotes (4)   | 82 | 50 | 25 | 7   | 225 | 202 | 107 |
| 3. | Los Angeles Kings (6) | 82 | 46 | 27 | 9   | 241 | 219 | 101 |
| 4. | Anaheim Ducks (11)    | 82 | 39 | 32 | 11  | 238 | 251 | 89  |
| 5. | Dallas Stars (12)     | 82 | 37 | 31 | 14  | 237 | 254 | 88  |

### Statistiche

#### Classifica marcatori
La seguente lista elenca i migliori marcatori al termine della stagione regolare.

| Giocatore         | Squadra             | PG | G  | A  | Pt  | +/- | MP |
| ----------------- | ------------------- | -- | -- | -- | --- | --- | -- |
| Henrik Sedin      | Vancouver Canucks   | 82 | 29 | 83 | 112 | +35 | 48 |
| Sidney Crosby     | Pittsburgh Penguins | 81 | 51 | 58 | 109 | +15 | 69 |
| Aleksandr Ovečkin | Washington Capitals | 72 | 50 | 59 | 109 | +45 | 89 |
| Nicklas Bäckström | Washington Capitals | 82 | 33 | 68 | 101 | +37 | 50 |
| Steven Stamkos    | Tampa Bay Lightning | 82 | 51 | 44 | 95  | -2  | 38 |
| Martin St. Louis  | Tampa Bay Lightning | 82 | 29 | 65 | 94  | -8  | 12 |
| Brad Richards     | Dallas Stars        | 80 | 24 | 67 | 91  | -12 | 14 |
| Joe Thornton      | San Jose Sharks     | 79 | 20 | 69 | 89  | +17 | 54 |
| Patrick Kane      | Chicago Blackhawks  | 82 | 30 | 58 | 88  | +16 | 20 |
| Marián Gáborík    | New York Rangers    | 76 | 42 | 44 | 86  | +15 | 37 |

#### Classifica portieri
La seguente lista elenca i migliori portieri al termine della stagione regolare.

| Giocatore        | Squadra            | PG | Min     | V  | S  | OTS | GS  | SO | Sv%  | MGS  |
| ---------------- | ------------------ | -- | ------- | -- | -- | --- | --- | -- | ---- | ---- |
| Tuukka Rask      | Boston Bruins      | 45 | 2562:11 | 22 | 12 | 5   | 84  | 5  | .931 | 1.97 |
| Ryan Miller      | Buffalo Sabres     | 69 | 4047:10 | 41 | 18 | 8   | 150 | 5  | .929 | 2.22 |
| Martin Brodeur   | New Jersey Devils  | 77 | 4499:01 | 45 | 25 | 6   | 168 | 9  | .916 | 2.24 |
| Antti Niemi      | Chicago Blackhawks | 39 | 2190:28 | 26 | 7  | 4   | 82  | 7  | .912 | 2.25 |
| Jimmy Howard     | Detroit Red Wings  | 63 | 3740:15 | 37 | 15 | 10  | 141 | 3  | .924 | 2.26 |
| Il'ja Bryzgalov  | Phoenix Coyotes    | 69 | 4084:27 | 42 | 20 | 6   | 156 | 8  | .920 | 2.29 |
| Miikka Kiprusoff | Calgary Flames     | 73 | 4235:19 | 35 | 28 | 10  | 163 | 4  | .920 | 2.31 |
| Henrik Lundqvist | New York Rangers   | 73 | 4203:49 | 35 | 27 | 10  | 167 | 4  | .921 | 2.38 |
| Jaroslav Halák   | Montreal Canadiens | 45 | 2629:56 | 26 | 13 | 5   | 105 | 5  | .924 | 2.40 |
| Evgenij Nabokov  | San Jose Sharks    | 71 | 4194:07 | 44 | 16 | 10  | 170 | 3  | .922 | 2.43 |

## Playoff

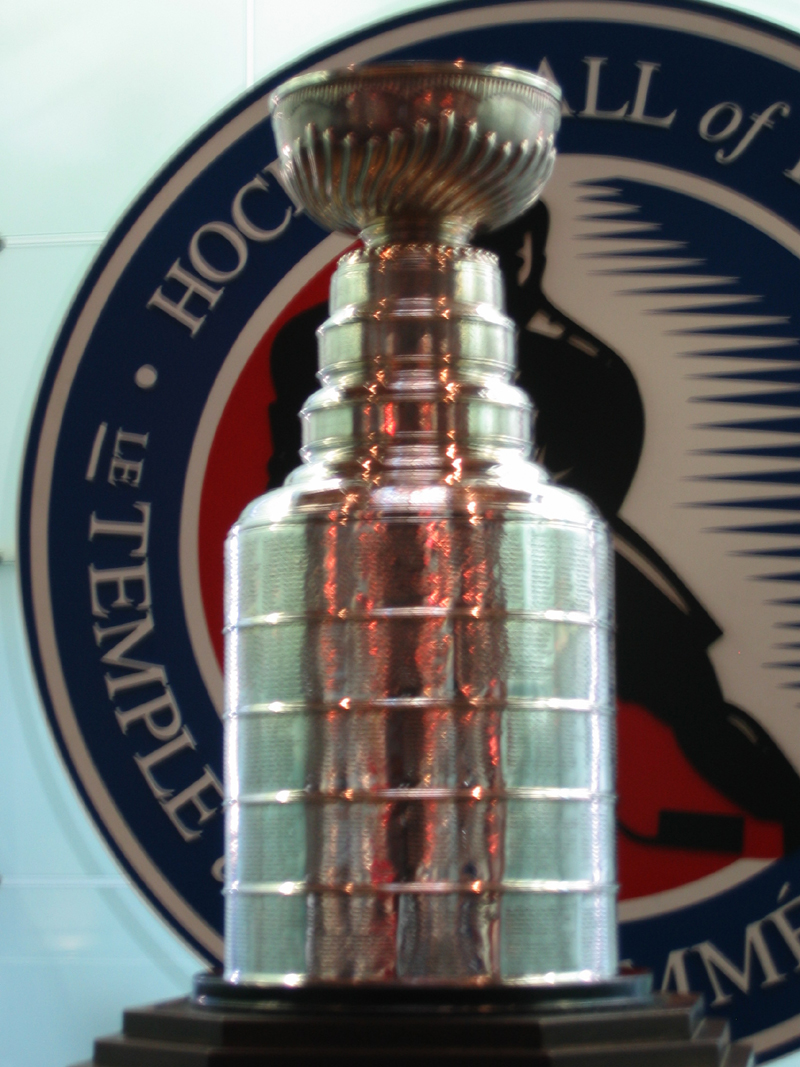
Il trofeo della Stanley Cup

Al termine della stagione regolare le migliori 16 squadre del campionato si sono qualificate per i playoff. I Washington Capitals si aggiudicarono il Presidents' Trophy avendo ottenuto il miglior record della lega con 121 punti. I campioni di ciascuna Division conservarono il proprio ranking per l'intera durata dei playoff, mentre le altre squadre furono ricollocate nella graduatoria dopo ciascun turno.
In occasione dei playoff 2009-10 accadde un fatto raro negli sport professionistici, infatti i Philadelphia Flyers riuscirono a ribaltare uno svantaggio di tre partite nei confronti dei Boston Bruins, mentre in Gara-7 dopo essere arrivati ad uno svantaggio di tre reti a zero riuscirono ad imporsi con il punteggio di 4-3.

### Tabellone playoff
In ciascun turno la squadra con il ranking più alto si sfidò con quella dal posizionamento più basso, usufruendo anche del vantaggio del fattore campo. Nella finale di Stanley Cup il fattore campo fu determinato dai punti ottenuti in stagione regolare dalle due squadre. Ciascuna serie, al meglio delle sette gare, seguì il formato 2–2–1–1–1: la squadra migliore in stagione regolare avrebbe disputato in casa Gara-1 e 2, (se necessario anche Gara-5 e 7), mentre quella posizionata peggio avrebbe giocato nel proprio palazzetto Gara-3 e 4 (se necessario anche Gara-6). Il tabellone dei playoff fu mostrato l'11 aprile 2010.
|  | Quarti di finale Conference | Quarti di finale Conference                      | Quarti di finale Conference |   |                   | Semifinali Conference | Semifinali Conference | Semifinali Conference |                    |                    | Finali Conference   | Finali Conference  | Finali Conference  |  |  | Finale Stanley Cup | Finale Stanley Cup | Finale Stanley Cup |
|  |                             |                                                  |                             |   |                   |                       |                       |                       |                    |                    |                     |                    |                    |  |  |                    |                    |                    |
|  | 1                           | Washington Capitals                              | 3                           |   |                   | 4                     | Pittsburgh Penguins   | 3                     |                    |                    |                     |                    |                    |  |  |                    |                    |                    |
|  | 8                           | Montreal Canadiens                               | 4                           |   |                   | 8                     | Montreal Canadiens    | 4                     |                    |                    |                     |                    |                    |  |  |                    |                    |                    |
|  |                             |                                                  |                             |   |                   |                       |                       |                       |                    |                    |                     |                    |                    |  |  |                    |                    |                    |
|  | 2                           | New Jersey Devils                                | 1                           |   |                   |                       |                       |                       | Eastern Conference | Eastern Conference | Eastern Conference  | Eastern Conference | Eastern Conference |  |  |                    |                    |                    |
|  | 2                           | New Jersey Devils                                | 1                           |   |                   |                       |                       |                       | Eastern Conference | Eastern Conference | Eastern Conference  | Eastern Conference | Eastern Conference |  |  |                    |                    |                    |
|  | 7                           | Philadelphia Flyers                              | 4                           |   |                   |                       |                       |                       |                    |                    |                     |                    |                    |  |  |                    |                    |                    |
|  | 7                           | Philadelphia Flyers                              | 4                           |   |                   |                       |                       |                       |                    | 8                  | Montreal Canadiens  | 1                  |                    |  |  |                    |                    |                    |
|  |                             |                                                  |                             |   |                   |                       |                       |                       |                    | 8                  | Montreal Canadiens  | 1                  |                    |  |  |                    |                    |                    |
|  |                             | 7                                                | Philadelphia Flyers         | 4 |                   |                       |                       |                       |                    |                    |                     |                    |                    |  |  |                    |                    |                    |
|  | 3                           | 7                                                | Philadelphia Flyers         | 4 | Buffalo Sabres    | 2                     |                       |                       |                    |                    |                     |                    |                    |  |  |                    |                    |                    |
|  | 3                           |                                                  |                             |   | Buffalo Sabres    | 2                     |                       |                       |                    |                    |                     |                    |                    |  |  |                    |                    |                    |
|  | 6                           | Boston Bruins                                    | 4                           |   |                   |                       |                       |                       |                    |                    |                     |                    |                    |  |  |                    |                    |                    |
|  | 6                           | Boston Bruins                                    | 4                           |   |                   |                       |                       |                       |                    |                    |                     |                    |                    |  |  |                    |                    |                    |
|  |                             |                                                  |                             |   |                   |                       |                       |                       |                    |                    |                     |                    |                    |  |  |                    |                    |                    |
|  |                             |                                                  |                             |   |                   |                       |                       |                       |                    |                    |                     |                    |                    |  |  |                    |                    |                    |
|  | 4                           | Pittsburgh Penguins                              | 4                           |   | 6                 | Boston Bruins         | 3                     |                       |                    |                    |                     |                    |                    |  |  |                    |                    |                    |
|  | 4                           | Pittsburgh Penguins                              | 4                           |   | 6                 | Boston Bruins         | 3                     |                       |                    |                    |                     |                    |                    |  |  |                    |                    |                    |
|  | 5                           | Ottawa Senators                                  | 2                           |   |                   | 7                     | Philadelphia Flyers   | 4                     |                    |                    |                     |                    |                    |  |  |                    |                    |                    |
|  | 5                           | Ottawa Senators                                  | 2                           |   |                   |                       |                       |                       |                    | E7                 | Philadelphia Flyers | 2                  |                    |  |  |                    |                    |                    |
|  |                             | (Accoppiamenti ristabiliti dopo il primo turno.) |                             |   |                   |                       |                       |                       |                    | E7                 | Philadelphia Flyers | 2                  |                    |  |  |                    |                    |                    |
|  |                             | W2                                               | Chicago Blackhawks          | 4 |                   |                       |                       |                       |                    |                    |                     |                    |                    |  |  |                    |                    |                    |
|  | 1                           | W2                                               | Chicago Blackhawks          | 4 | San Jose Sharks   | 4                     |                       |                       | 1                  | San Jose Sharks    | 4                   |                    |                    |  |  |                    |                    |                    |
|  | 1                           |                                                  |                             |   | San Jose Sharks   | 4                     |                       |                       | 1                  | San Jose Sharks    | 4                   |                    |                    |  |  |                    |                    |                    |
|  | 8                           | Colorado Avalanche                               | 2                           |   |                   | 5                     | Detroit Red Wings     | 1                     |                    |                    |                     |                    |                    |  |  |                    |                    |                    |
|  | 8                           | Colorado Avalanche                               | 2                           |   |                   | 5                     | Detroit Red Wings     | 1                     |                    |                    |                     |                    |                    |  |  |                    |                    |                    |
|  |                             |                                                  |                             |   |                   |                       |                       |                       |                    |                    |                     |                    |                    |  |  |                    |                    |                    |
|  | 2                           | Chicago Blackhawks                               | 4                           |   |                   |                       |                       |                       |                    |                    |                     |                    |                    |  |  |                    |                    |                    |
|  | 2                           | Chicago Blackhawks                               | 4                           |   |                   |                       |                       |                       |                    |                    |                     |                    |                    |  |  |                    |                    |                    |
|  | 7                           | Nashville Predators                              | 2                           |   |                   |                       |                       |                       |                    |                    |                     |                    |                    |  |  |                    |                    |                    |
|  | 7                           | Nashville Predators                              | 2                           |   |                   |                       |                       |                       | 1                  | San Jose Sharks    | 0                   |                    |                    |  |  |                    |                    |                    |
|  |                             |                                                  |                             |   |                   |                       |                       |                       | 1                  | San Jose Sharks    | 0                   |                    |                    |  |  |                    |                    |                    |
|  |                             | 2                                                | Chicago Blackhawks          | 4 |                   |                       |                       |                       |                    |                    |                     |                    |                    |  |  |                    |                    |                    |
|  | 3                           | 2                                                | Chicago Blackhawks          | 4 | Vancouver Canucks | 4                     |                       |                       |                    |                    |                     |                    |                    |  |  |                    |                    |                    |
|  | 3                           |                                                  |                             |   | Vancouver Canucks | 4                     |                       |                       |                    |                    |                     |                    |                    |  |  |                    |                    |                    |
|  | 6                           | Los Angeles Kings                                | 2                           |   |                   |                       |                       |                       |                    |                    | Western Conference  | Western Conference | Western Conference |  |  |                    |                    |                    |
|  | 6                           | Los Angeles Kings                                | 2                           |   |                   |                       |                       |                       |                    |                    | Western Conference  | Western Conference | Western Conference |  |  |                    |                    |                    |
|  |                             |                                                  |                             |   |                   |                       |                       |                       |                    |                    |                     |                    |                    |  |  |                    |                    |                    |
|  | 4                           | Phoenix Coyotes                                  | 3                           |   | 2                 | Chicago Blackhawks    | 4                     |                       |                    |                    |                     |                    |                    |  |  |                    |                    |                    |
|  | 4                           | Phoenix Coyotes                                  | 3                           |   | 2                 | Chicago Blackhawks    | 4                     |                       |                    |                    |                     |                    |                    |  |  |                    |                    |                    |
|  | 5                           | Detroit Red Wings                                | 4                           |   |                   | 3                     | Vancouver Canucks     | 2                     |                    |                    |                     |                    |                    |  |  |                    |                    |                    |

### Stanley Cup
La finale della Stanley Cup 2010 è stata una serie al meglio delle sette gare che ha determinato il campione della National Hockey League per la stagione 2009-10. I Chicago Blackhawks hanno sconfitto i Philadelphia Flyers in sei partite e si sono aggiudicati la Stanley Cup per la quarta volta della loro storia 47 anni dopo il loro ultimo successo risalente alla stagione 1960-61.

## Premi NHL

### Riconoscimenti
- Stanley Cup: Chicago Blackhawks

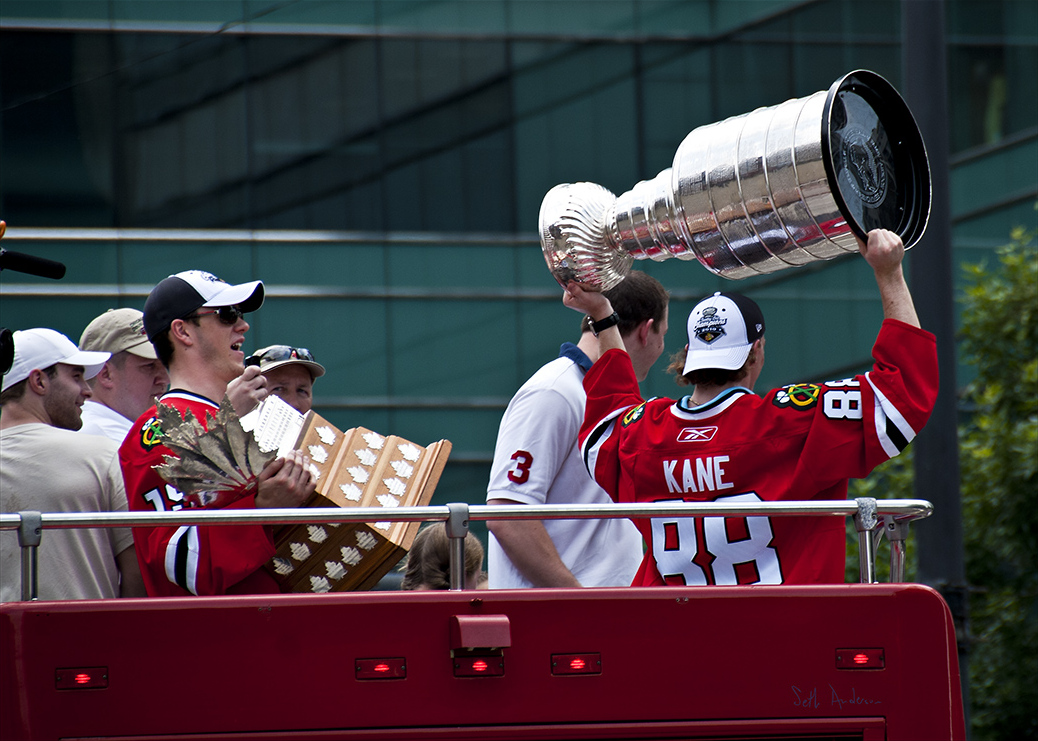
Momento dei festeggiamenti lungo le strade di Chicago per la conquista della Stanley Cup, sollevata dal capitano Patrick Kane, mentre a sinistra Jonathan Toews stringe il Conn Smythe Trophy.

- Presidents' Trophy: Washington Capitals
- Prince of Wales Trophy: Philadelphia Flyers
- Clarence S. Campbell Bowl: Chicago Blackhawks
- Art Ross Trophy: Henrik Sedin (Vancouver Canucks)
- Bill Masterton Memorial Trophy: José Théodore (Washington Capitals)
- Calder Memorial Trophy: Tyler Myers (Buffalo Sabres)
- Conn Smythe Trophy: Jonathan Toews (Chicago Blackhawks)
- Frank J. Selke Trophy: Pavel Dacjuk (Detroit Red Wings)
- Hart Memorial Trophy: Henrik Sedin (Vancouver Canucks)
- Jack Adams Award: Dave Tippett (Phoenix Coyotes)
- James Norris Memorial Trophy: Duncan Keith (Chicago Blackhawks)
- King Clancy Memorial Trophy: Shane Doan (Phoenix Coyotes)
- Lady Byng Memorial Trophy: Martin St. Louis (Tampa Bay Lightning)
- Lester Patrick Trophy: Dave Andrews, Cam Neely, Jack Parker, Jerry York
- Mark Messier Leadership Award: Sidney Crosby (Pittsburgh Penguins)
- Maurice Richard Trophy: Sidney Crosby (Pittsburgh Penguins) e Steven Stamkos (Tampa Bay Lightning)
- NHL Foundation Player Award: Ryan Miller (Buffalo Sabres)
- NHL General Manager of the Year Award: Don Maloney (Phoenix Coyotes)
- Ted Lindsay Award: Aleksandr Ovečkin (Washington Capitals)
- Vezina Trophy: Ryan Miller) (Buffalo Sabres)
- William M. Jennings Trophy: Martin Brodeur (New Jersey Devils)

### NHL All-Star Team
First All-Star Team
- Attaccanti: Aleksandr Ovečkin • Henrik Sedin • Patrick Kane
- Difensori: Mike Green • Duncan Keith
- Portiere: Ryan Miller

Second All-Star Team
- Attaccanti: Daniel Sedin • Sidney Crosby • Martin St. Louis
- Difensori: Nicklas Lidström • Drew Doughty
- Portiere: Il'ja Bryzgalov

NHL All-Rookie Team
- Attaccanti: Nicklas Bergfors • Matt Duchene • John Tavares
- Difensori: Michael Del Zotto • Tyler Myers
- Portiere: Jimmy Howard